# Onthophagus debilis
Onthophagus debilis là một loài bọ cánh cứng trong họ Bọ hung (Scarabaeidae).